# Látnokölyv
A látnokölyv (Buteo rufofuscus) a madarak osztályának vágómadár-alakúak (Accipitriformes) rendjébe, ezen belül a vágómadárfélék (Accipitridae) családjába tartozó faj.

## Rendszerezése
A fajt Johann Reinhold Forster német ornitológus írta le 1798-ban, a Falco nembe Falco rufofuscus néven.

## Előfordulása
Botswana, a Dél-afrikai Köztársaság, Lesotho, Namíbia, Szváziföld és Zimbabwe területén honos. 
Természetes élőhelyei a szubtrópusi vagy trópusi hegyi esőerdők, gyepek és szavannák, sziklás környezetben, valamint ültetvények. Állandó, nem vonuló faj.

## Megjelenése
A testhossza 55 centiméter, szárnyfesztávolság 127-143 centiméter, testtömege 790-1370 gramm.
|  |

## Természetvédelmi helyzete
Az elterjedési területe rendkívül nagy, egyedszám pedig stabil. A Természetvédelmi Világszövetség Vörös listáján nem fenyegetett fajként szerepel.